# Wyższa Szkoła Rolnicza we Wrocławiu
Wyższa Szkoła Rolnicza we Wrocławiu – jednostka dydaktyczno-naukowa i wychowawcza Ministerstwa Oświaty, istniejąca w latach 1951–1972, powołana w celu kształcenia w naukach agronomicznych. Absolwenci studiów w zakresie kształcenia rolniczego otrzymywali kwalifikacje do pełnienia funkcji w administracji państwowej, jednostkach gospodarki uspołecznionej, służbie rolnej, spółdzielczości rolniczej oraz w przemyśle rolno-spożywczym.

## Ustanowienie uczelni
Na podstawie rozporządzenia Rady Ministrów z 1951 r. w sprawie utworzenia Wyższych Szkół Rolniczych w Poznaniu i we Wrocławiu oraz zmian organizacyjnych na Uniwersytetach Poznańskim i Wrocławskim powstała Wyższa Szkoła Rolnicza we Wrocławiu. Powołanie Wyższej Szkoły Rolniczej we Wrocławiu pozostawało z ścisłym związku z dekretem z 1947 r. o organizacji nauki i szkolnictwa wyższego.

## Historia uczelni
Wyższa Szkoła Rolnicza we Wrocławiu swój rodowód wywodzi z tradycji lwowskich uczelni. Korzeniami sięga do utworzonej w 1856 r. w Dublanach Lwowskiej Szkoły Gospodarstwa Wiejskiego. Szkołę tę w 1858 r. przekształcona następnie w Wyższą Szkołę Rolniczą, a w 1901 r. z inicjatywy Sejmu Galicyjskiego oraz na podstawie decyzji ministra rolnictwa, powstała Akademia Rolnicza. Decyzją Rady Ministrów z 1919 r. została, wraz z Wyższą Szkołą Lasową, włączona do Politechniki Lwowskiej jako wydział rolniczo-lasowy.
Drugą uczelnią, do której dorobku naukowego odwołuje się uczelnia, jest Szkoła Weterynaryjna powstała we Lwowie w 1881 r. Następnie dzięki staraniom Sejmu Galicyjskiego utworzono Cesarsko-Królewską Szkołę Weterynaryjną, którą w 1922 r. w uznaniu jej poziomu naukowego przekształcono w Akademię Medycyny Weterynaryjnej.

## Kształtowanie uczelni
Na podstawie dekretu z 1945 r. o przekształceniu Uniwersytetu Wrocławskiego i Politechniki Wrocławskiej na polskie państwowe szkoły akademickie, na Uniwersytecie Wrocławskim utworzono wydział medycyny weterynaryjnej i wydział rolnictwa z oddziałem ogrodniczym. W 1945 roku w ramach Uniwersytetu Wrocławskiego studia rozpoczęły 302 osoby. Kadrę naukowo-dydaktyczną stanowiły 103 osoby, w tym 20 pracowników samodzielnych.
Wyższa Szkoła Rolnicza we Wrocławiu powstała w 1951 r. w wyniku przeniesienia z Uniwersytetu Wrocławskiego wydziału rolnictwa z oddziałem ogrodniczym i oddziałem melioracji rolnych oraz wydział medycyny weterynaryjnej wraz z katedrami i połączonymi z nimi zakładami naukowymi. Bazą materialną Wyższej Szkoły Rolniczej we Wrocławiu stał się przedwojenny instytut rolniczy niemieckiego uniwersytetu we Wrocławiu.
W 1956 r. w ramach Uczelni funkcjonowały 4 wydziały, na  których studiowało 2048 studentów. W omawianym roku mury uczelni opuściło 252 absolwentów. Uczelnia zatrudniała 414 pracowników dydaktycznych i naukowo-badawczych, w tym 65 samodzielnych pracowników nauki. Wśród samodzielnych pracowników nauki występowali profesorowie zwyczajni, profesorowie nadzwyczajni, docenci i zastępcy profesorów.
W roku akademickim 1965/66 liczba studentów i absolwentów przedstawiała się następują:
| Wydział          | Studenci | w tym kobiet | Absolwenci | w tym kobiet |
| Geodezja         | 244      | 52           | 33         | 11           |
| Melioracje wodne | 332      | 54           | 50         | 2            |
| Rolnictwo        | 585      | 312          | 54         | 28           |
| Weterynaria      | 673      | 124          | 69         | 4            |
| Zootechnika      | 199      | 105          | 31         | 9            |
| Razem            | 2033     | 647          | 237        | 54           |

W omawianym roku uczelnia zatrudniała ogółem 527 pracowników dydaktycznych i naukowo-badawczych,  w tym 69 samodzielnych pracowników nauki.

## Rektorzy
- prof. Stanisław Tołpa (1951–1954)[3],
- prof. Alfred Senze (1954–1955, 1959–1965),
- prof. Aleksander Tychowski (1955–1959),
- prof. Tadeusz Garbuliński (1965–1969),
- prof. Ryszard Badura (1969–1981) (od 1972 r. Akademii Rolniczej).

## Zmiana nazwy uczelni
Na podstawie rozporządzenie Rady Ministrów z 1972 r. w sprawie zmiany nazwy wyższych szkół rolniczych powstała Akademia Rolnicza we Wrocławiu.